# Polská škola plakátu
Polská škola plakátu (polsky polska szkoła plakatu) byl směr v tvorbě plakátu v Polsku v období od konce 40. do konce 80. let 20. století. Charakteristickým rysem polské školy plakátu byl odpor proti doktríně socialistického realismu, a také proti obchodním požadavkům, využívání zjednodušených grafických forem, expresivní a inovativní design písma.
Za tvůrce polské školy plakátu je považován Henryk Tomaszewski (1914–2005), který na Mezinárodní výstavě filmového plakátu ve Vídni v roce 1948 dostal až pět prvních cen za svou práci. Další tvůrci Polské školy plakátu jsou Tadeusz Trepkowski, Eryk Lipiński, Roman Cieślewicz, Jan Lenica, Jan Młodożeniec, Franciszek Starowieyski, Waldemar Świerzy, Walerian Borowczyk, Wojciech Zamecznik, Wojciech Fangor a také nejmladší Rafał Olbiński, Stasys Eidrigevičius
Politické vedení bývalé Polské lidové republiky si brzy uvědomilo, že uplatnění doktríny socialistického realismu v plakátech nedalo očekávané výsledky a dalo umělcům tvůrčí svobodu. Mladí polští umělci plakátu rychlé dosáhli mezinárodního uznání.
V roce 1968 ve varšavské městské čtvrti Wilanów bylo otevřeno Muzeum Plakátu. Po roce 1990, kdy Polsko přešlo k tržní ekonomice, komerční reklama začala používat hotové zahraniční plakáty bez umělecké hodnoty. Bez státní podpory Polská škola plakátu ztratila svůj vliv, ale přesto polští umělci stále dělají pokroky a dosahují úspěchu na mezinárodních výstavách a soutěžích plakátů.

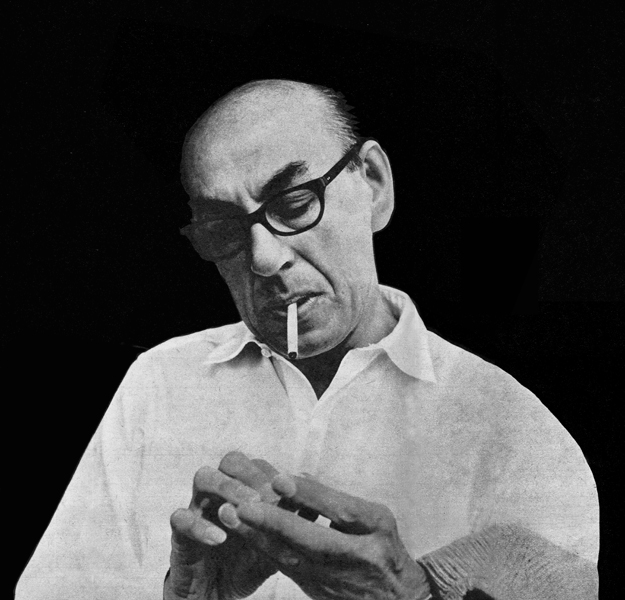
Henryk Tomaszewski
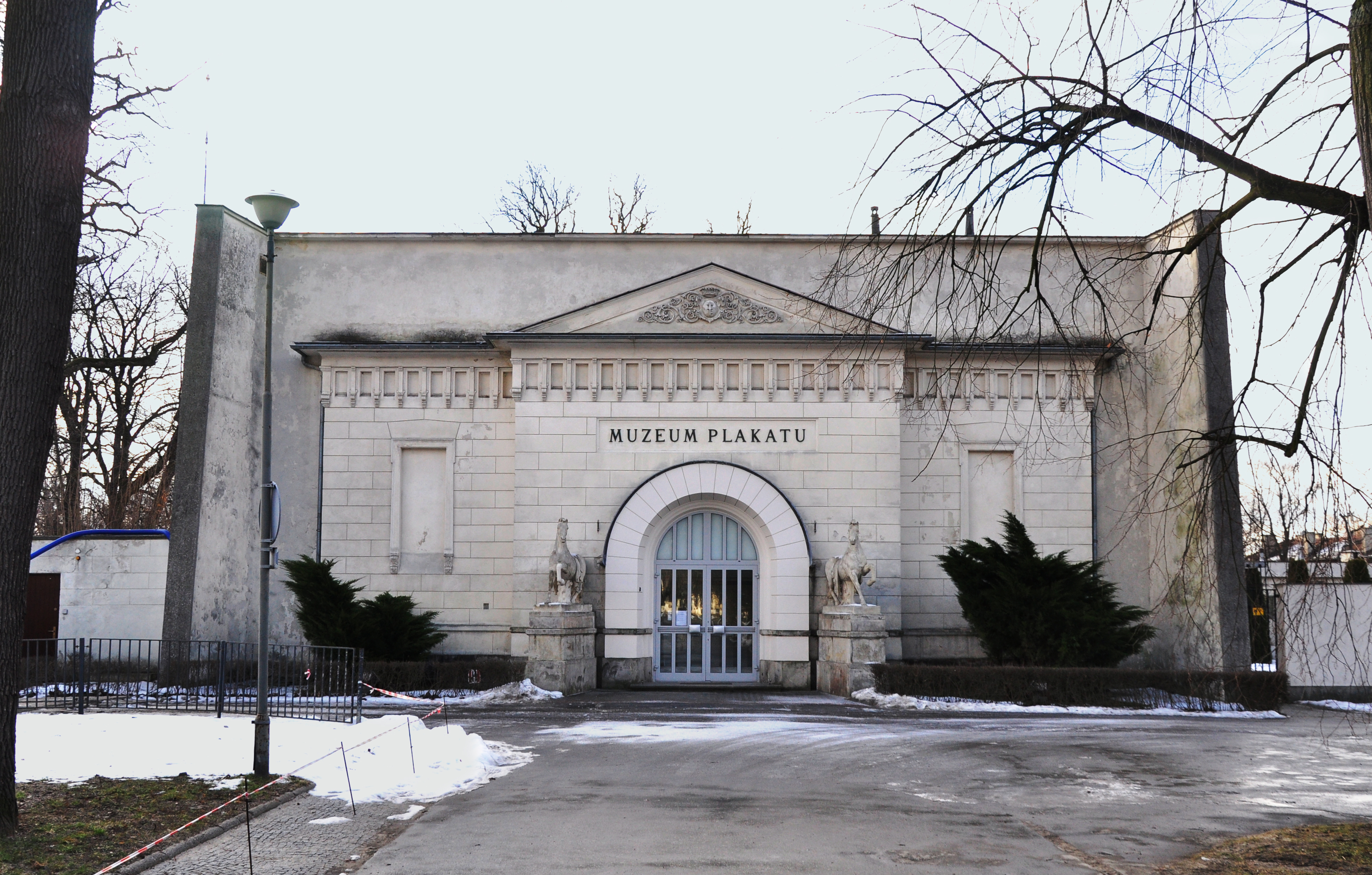
Muzeum Plakátu v Wilanově
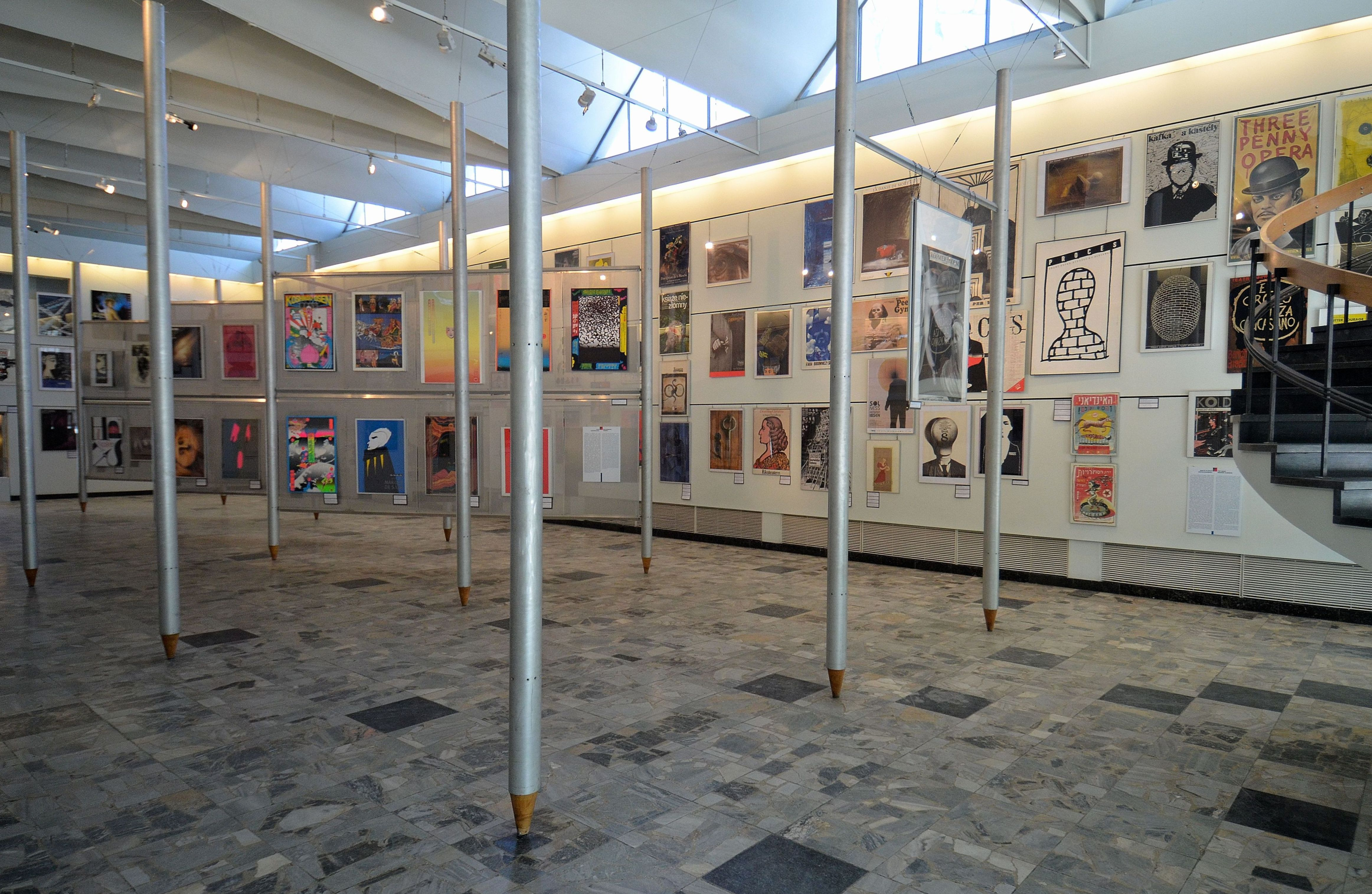
Výstavní síň Muzeum Plakátu
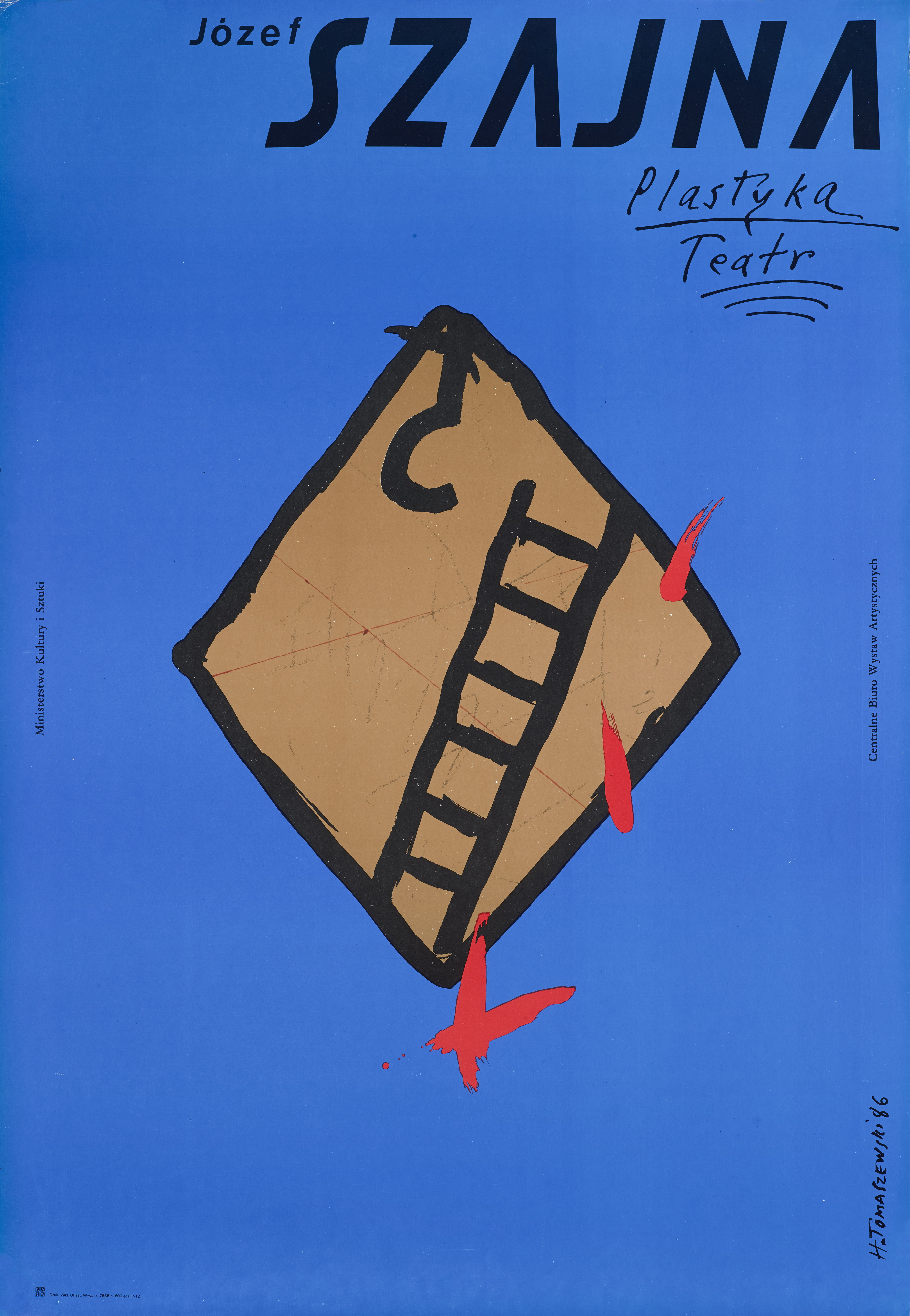
Henryk Tomaszewski - plakát
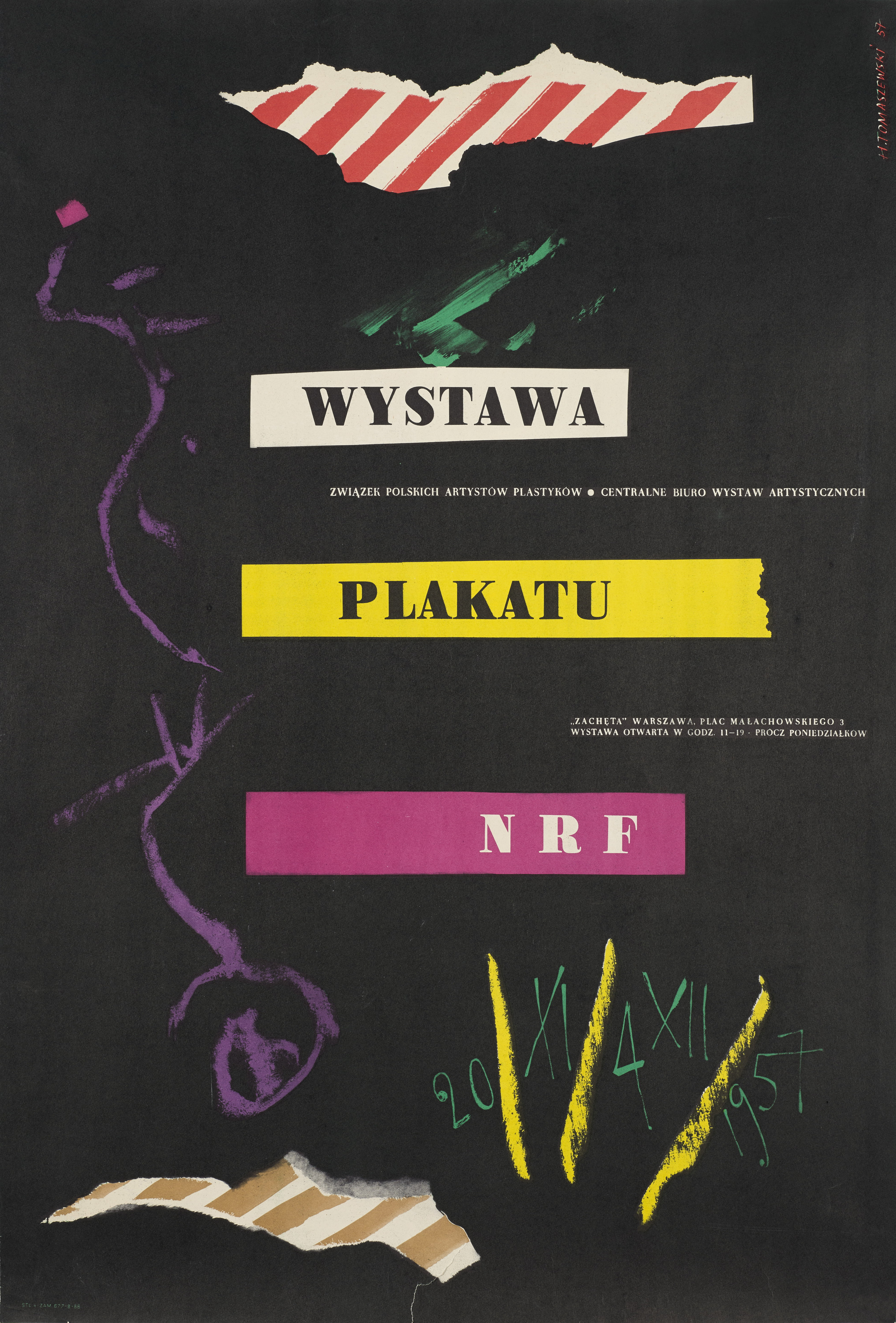
Henryk Tomaszewski - plakát